# Верхняя Охтома (река, впадает в Нельмозеро)
Верхняя Охтома, в верховьях Охтома — река в России, протекает в Карелии и Архангельской области. Впадает в озеро Нельмозеро, из которого вытекает Нижняя Охтома, правый приток Илексы. Длина реки — 25 км, площадь водосборного бассейна — 190 км². Протекает вдали от населённых пунктов.
В исток Верхней Охтомы — Могжозеро — впадает река Чикша, вытекающая из Чикшозера.

## Данные водного реестра
По данным государственного водного реестра России, относится к Балтийскому бассейновому округу, водохозяйственный участок реки — Водла, оз. Водлозеро, речной подбассейн реки — Свирь (включая реки бассейна Онежского озера). Относится к речному бассейну реки Нева (включая бассейны рек Онежского и Ладожского озера).
Код объекта в государственном водном реестре — 01040100312102000016464.